# El Puente (ort i Honduras)
El Puente är en ort i Honduras.   Den ligger i departementet Choluteca, i den södra delen av landet, 90 km söder om huvudstaden Tegucigalpa. El Puente ligger 243 meter över havet och antalet invånare är 1 325.
Terrängen runt El Puente är kuperad åt sydost, men åt nordväst är den platt. Runt El Puente är det ganska tätbefolkat, med 172 invånare per kvadratkilometer. Närmaste större samhälle är Ciudad Choluteca, 8,2 km väster om El Puente. 